# 莉迪亚·威尔逊
莉迪亚·威尔逊（英語：Lydia Wilson，1984年—），是一位英国演员，2009从皇家戏剧艺术学院后，已经演出了多部电视和舞台作品。
她的母亲是美國人，父亲是英格兰人。在劍橋大學王后學院学习英语，之后在皇家戏剧艺术学院学习表演。

## 影視作品

### 電影
- 2013年：《真愛每一天》飾演，提姆的妹妹凱瑟琳·「小凱」（Kit Kat）·雷克。
- 2018年：《莎士比亞的最後時光（英语：All Is True）》飾演莎士比亞的長女苏珊娜·霍尔。